# 布雷斯地区布尔格
布雷斯地区布尔格（法語：Bourg-en-Bresse，法語發音：[buʁ.k‿ɑ̃ bʁɛs]），法国东部城市，奥弗涅-罗讷-阿尔卑斯大区安省的一个市镇，也是该省的省会和人口最多的市镇，下辖布雷斯地区布尔格区，其市镇面积为23.86平方公里，2022年1月1日时人口数量为42,065人，在法国城市中排名第175位。
布雷斯地区布尔格位于安省西部，布雷斯地区腹地，是一个区域性的工商业中心城市，也是法国东部一个重要的交通枢纽，五个方向的铁路和多条公路在此交汇。

## 地名

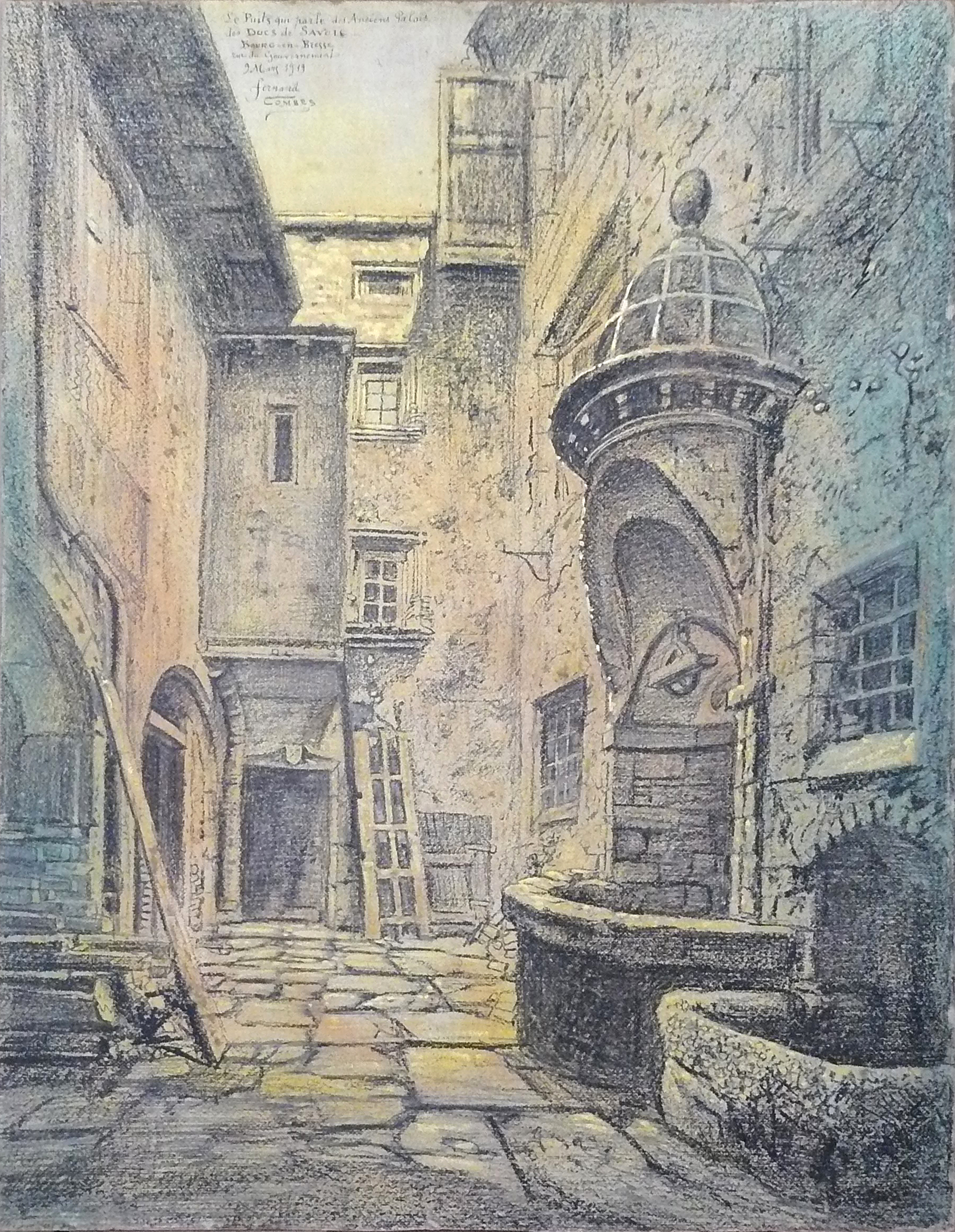
布雷斯地区布尔格的一条旧街手绘图

布尔格一名来源于阿尔卑坦语，意为“城镇”。后该地曾多次更名。19世纪后，这座城市很长一段时间都叫“布尔格”（法語：Bourg，原意為「堡」）。1955年3月31日，为凸显地方特色，新增加了后缀“在布雷斯地区”（en-Bresse）。
在现代法汉翻译中，该地可简译为“布雷斯堡”，纯音译为“布尔格昂布雷斯”或“布尔冈布雷斯”，而在部分中文资料中当地又被译为“布昂佩斯”或“博朗斯”。

## 历史
布雷斯地区布尔格一带最早的建设开始于高卢-罗马时期。在中世纪，布雷斯地区布尔格所在的地区有了较大的发展。1250年，布雷斯地区布尔格成为了一座宗教自由城（法語：Villefranche），并且成为了萨瓦地区的重要组成部分。 后来在薩伏依王朝的扶持下，这一地区开始大面积扩张。公元十五世纪初期，萨瓦公爵将布雷斯地区布尔格选定成为布雷斯地区的首府。公元十六世纪，这一带几经易主：先是法兰西宣布对其管辖，尔后萨瓦公国埃马纽埃尔·菲利贝尔公爵又将其收回，并将其建设成为萨瓦地区的要塞。1600年，在经历了6个月的浴血奋战之后，布雷斯地区布尔格最终被亨利四世收入囊中，成为法兰西王室的领土。

## 地理
布雷斯地区布尔格位于法国东部，奥弗涅-罗讷-阿尔卑斯大区东部和安省中西部，距离法国首都巴黎大约430公里，距离大区首府里昂大约69公里。与布雷斯地区布尔格接壤的市镇包括：雅瑟龙、蒙塔尼亚、佩罗纳斯、圣但尼莱布尔、圣瑞斯特、维里亚。

### 自然环境
布雷斯地区布尔格位于法国东部，汝拉山西部山麓，布雷斯平原与栋布平原的过渡地带，索恩河支流雷蘇茲河畔，里昂东北约60千米处。布雷斯地区布尔格地势平坦，市区高差不超过10米，整个布雷斯地区布尔格范围内的海拔则在220至273米之间。市区道路布局呈环形+放射状，主要射线道路包括夏尔·戴高乐大街、维克多·雨果大街、让·饶勒斯大街、巴黎大道等。市外则有环城公路。布雷斯地区布尔格市区向东不到10公里即进入了汝拉-阿尔卑斯山区。

### 地质
布雷斯地区布尔格所在的布雷斯地区是法国著名的黃土（Lœss）覆盖区，这一地表特征的形成与冰川活动密切相关。在法国，冰川边缘地区的南限大致囊括了布雷斯平原，因此，这一地区拥有大量冰川活动的遗迹，主要表现为厚厚的“黄土”层。布雷斯平原地区黄土层的出现，大致可归结于两个步骤：冰川内部的侵蚀作用，使其表面的岩层被分解成为了非常细腻的黄土；每次冰期时的冰川南下以及内陆冷风的作用，又会将这些黄土搬运到位置靠南的布雷斯地区。久而久之，“黄土”便成为了布雷斯地区的典型土壤。根据法国地质学家的推断，布雷斯地区布尔格市区附近的地表岩层可能大致形成于里斯冰期（Glaciation de Riss），距今大约13至37万年。其黄土种类主要为粘土和粉砂，此外部分地区也有河流崩积物。这些都有可能是冰川活动的遗迹。

### 水文

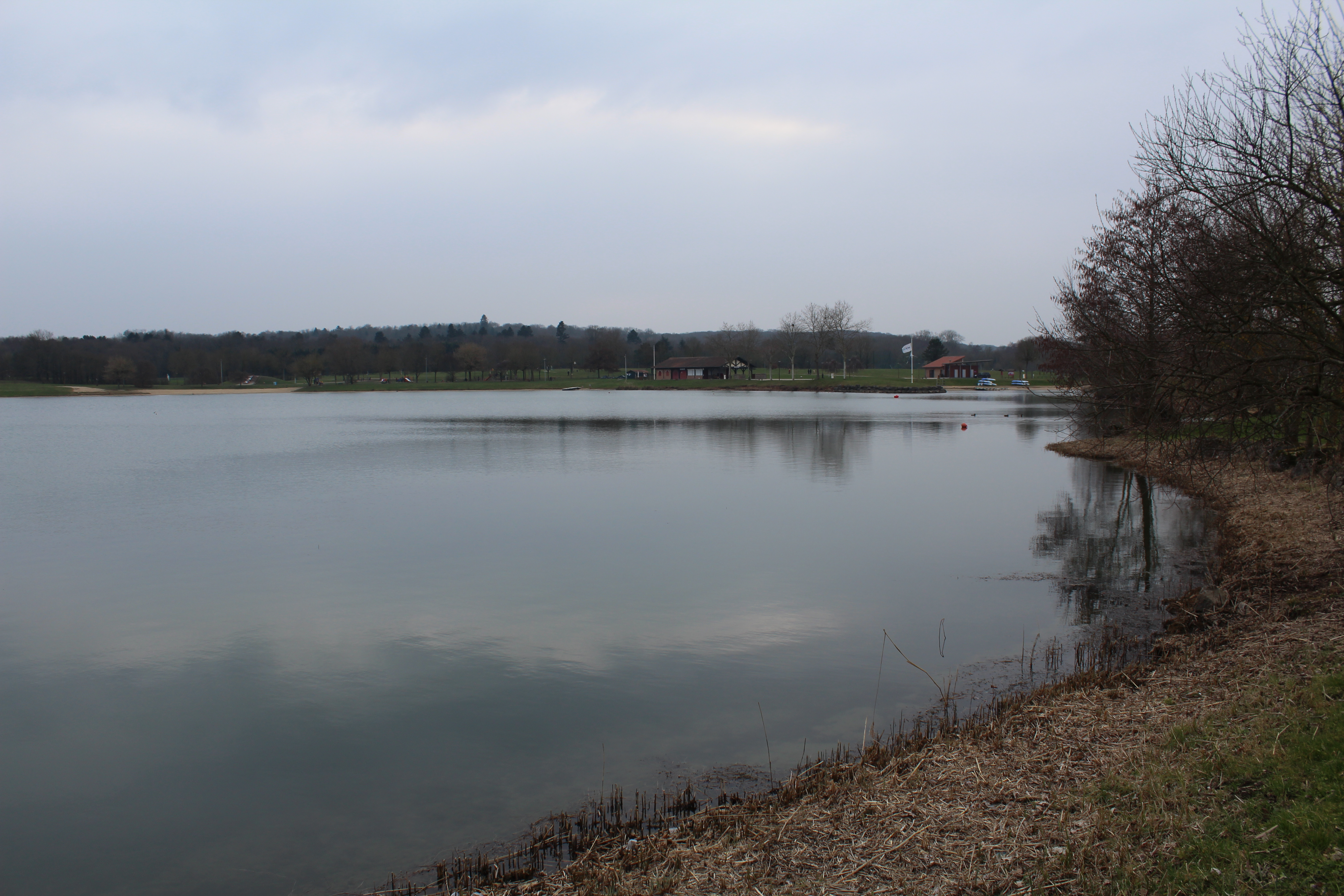
布雷斯地区布尔格的布旺湖公园

布雷斯地区布尔格附近没有大型河流。雷苏兹河流经市区东北部，平均宽度不到10米。其南侧开凿有人工渠，流经市区中心地带，水量小且无固定流向。市区东南约3公里处为布旺公园（Parc de Bouvent），内有人工湖泊，面积大约0.2平方公里，但水质较差。
布雷斯地区布尔格距离法国第二大河流罗讷河（La Rhône）最近处的直线距离大约30公里。

### 气候
布雷斯地区布尔格位于法国东部，罗讷河河谷北部延伸地带。从经纬度位置上看，这里属于地中海气候与温带海洋性气候的过度地带。但由于其靠近阿尔卑斯山区，距离海岸线较远，故大陆性氣候较为明显；同时，由于布雷斯地区布尔格靠近阿尔卑斯山的迎风坡，故而降水量较大。具体表现为：冬季寒冷，夏季温和；降水量变化较大，雨热同期；日照量略高于全国平均水平。
布雷斯地区布尔格东北大约10公里处的圣艾蒂安迪布瓦设有气象站，以下为该气象站的数据：
| 圣艾蒂安迪布瓦 1973–2020年 | 圣艾蒂安迪布瓦 1973–2020年 | 圣艾蒂安迪布瓦 1973–2020年 | 圣艾蒂安迪布瓦 1973–2020年 | 圣艾蒂安迪布瓦 1973–2020年 | 圣艾蒂安迪布瓦 1973–2020年 | 圣艾蒂安迪布瓦 1973–2020年 | 圣艾蒂安迪布瓦 1973–2020年 | 圣艾蒂安迪布瓦 1973–2020年 | 圣艾蒂安迪布瓦 1973–2020年 | 圣艾蒂安迪布瓦 1973–2020年 | 圣艾蒂安迪布瓦 1973–2020年 | 圣艾蒂安迪布瓦 1973–2020年 | 圣艾蒂安迪布瓦 1973–2020年 |
| 月份                       | 1月                        | 2月                        | 3月                        | 4月                        | 5月                        | 6月                        | 7月                        | 8月                        | 9月                        | 10月                       | 11月                       | 12月                       | 全年                       |
| -------------------------- | -------------------------- | -------------------------- | -------------------------- | -------------------------- | -------------------------- | -------------------------- | -------------------------- | -------------------------- | -------------------------- | -------------------------- | -------------------------- | -------------------------- | -------------------------- |
| 历史最高温 °C（°F）        | 17.7 (63.9)                | 20 (68)                    | 24 (75)                    | 28.8 (83.8)                | 33.1 (91.6)                | 37.3 (99.1)                | 40 (104)                   | 39.4 (102.9)               | 32.7 (90.9)                | 27.5 (81.5)                | 22 (72)                    | 19 (66)                    | 40 (104)                   |
| 平均高温 °C（°F）          | 5.1 (41.2)                 | 7.0 (44.6)                 | 11.7 (53.1)                | 15.1 (59.2)                | 19.5 (67.1)                | 23.3 (73.9)                | 26.0 (78.8)                | 25.6 (78.1)                | 21.2 (70.2)                | 16.1 (61.0)                | 9.5 (49.1)                 | 5.8 (42.4)                 | 15.5 (59.9)                |
| 日均气温 °C（°F）          | 2.3 (36.1)                 | 3.4 (38.1)                 | 7.0 (44.6)                 | 10.0 (50.0)                | 14.4 (57.9)                | 17.8 (64.0)                | 20.3 (68.5)                | 19.7 (67.5)                | 16.0 (60.8)                | 12.1 (53.8)                | 6.3 (43.3)                 | 3.2 (37.8)                 | 11.0 (51.9)                |
| 平均低温 °C（°F）          | −0.6 (30.9)                | −0.2 (31.6)                | 2.4 (36.3)                 | 4.9 (40.8)                 | 9.3 (48.7)                 | 12.4 (54.3)                | 14.5 (58.1)                | 13.7 (56.7)                | 10.8 (51.4)                | 8.1 (46.6)                 | 3.2 (37.8)                 | 0.7 (33.3)                 | 6.6 (43.9)                 |
| 历史最低温 °C（°F）        | −22 (−8)                   | −16.5 (2.3)                | −12.6 (9.3)                | −6.7 (19.9)                | −2 (28)                    | 2.8 (37.0)                 | 5.8 (42.4)                 | 3 (37)                     | 0 (32)                     | −6 (21)                    | −11.2 (11.8)               | −17.8 (0.0)                | −22 (−8)                   |
| 平均降水量 mm（）          | 88 (3.5)                   | 81.7 (3.22)                | 84 (3.3)                   | 100.3 (3.95)               | 123 (4.8)                  | 90.1 (3.55)                | 88.8 (3.50)                | 89.7 (3.53)                | 103.4 (4.07)               | 117.1 (4.61)               | 112.9 (4.44)               | 99.3 (3.91)                | 1,178.3 (46.38)            |
| 月均日照時數               | 44.6                       | 72.6                       | 120.4                      | 179.3                      | 181.3                      | 228                        | 249.3                      | 195.7                      | 155.8                      | 112                        | 48.5                       | 31.5                       | 1,619                      |
| 来源：Climat-data          |                            |                            |                            |                            |                            |                            |                            |                            |                            |                            |                            |                            |                            |

## 行政区划
布雷斯地区布尔格是法国奥弗涅-罗讷-阿尔卑斯大区安省的一个市镇，编号为01053，它也是安省的省会。布雷斯地区布尔格下辖布雷斯地区布尔格区，隶属于安省第一选区和第四选区，管理布雷斯地区布尔格第一县和第二县，同时也是布雷斯地区布尔格地区城市圈公共社区的办公驻地。
布雷斯地区布尔格市镇被划为6个街区，并实行公民自治制度（Conseil citoyen）。
法国国家统计与经济研究所（简称）在进行数据统计时，将布雷斯地区布尔格及相邻的另外4个市镇设为布雷斯地区布尔格城市核心区，并将包括核心区在内的周边共68个市镇划为布雷斯地区布尔格城市区。自2020年起，布雷斯地区布尔格城市区被包含80个市镇的布雷斯地区布尔格城市辐射区代替。同时，还将布雷斯地区布尔格市镇分为了18个“块区”（IRIS），以便于统计人口分布情况。

## 交通

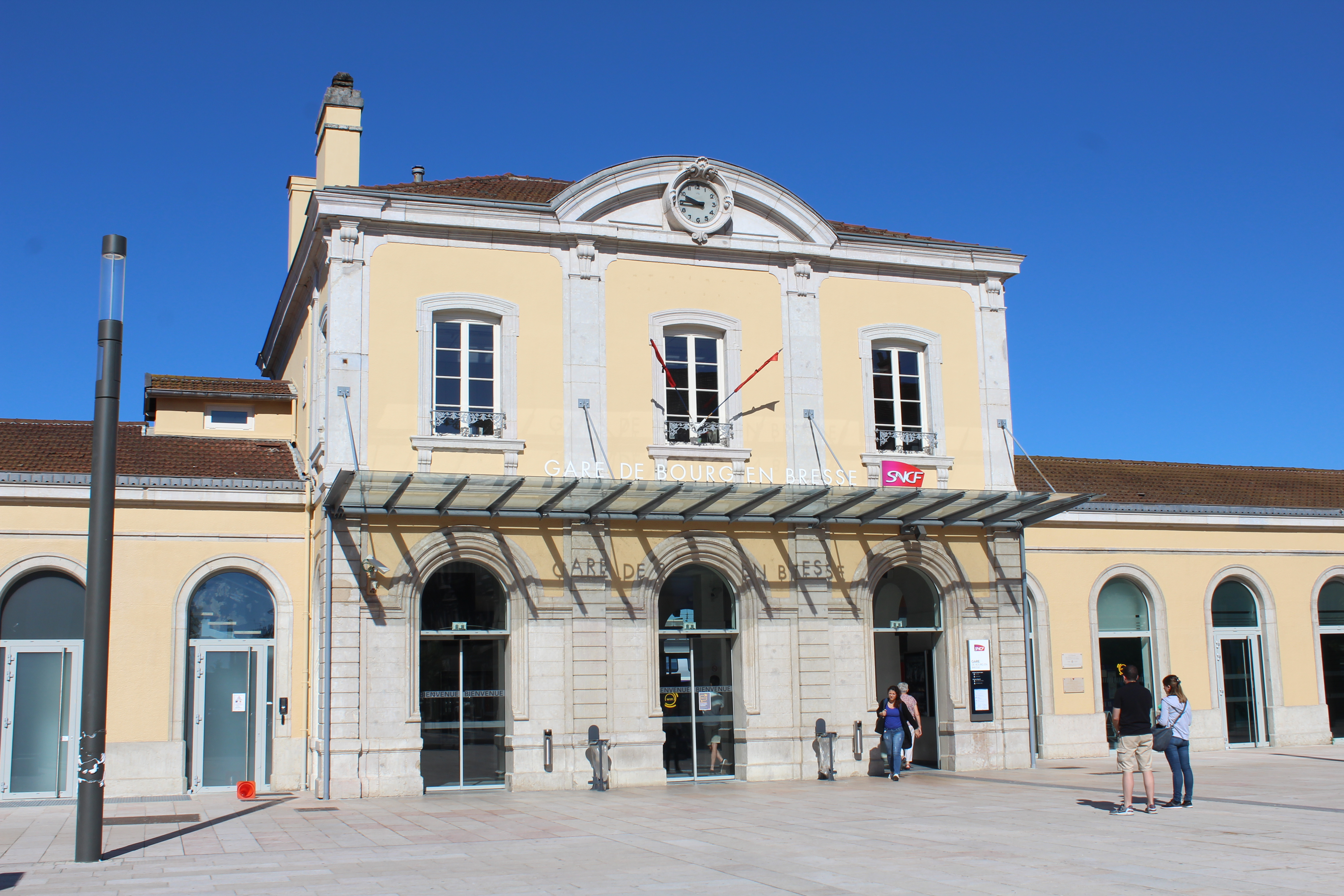
布雷斯地区布尔格火车站

### 公路
多条省道在布雷斯地区布尔格境内交汇，有校车线路可前往周边部分市镇。奥弗涅-罗讷-阿尔卑斯大区下属的城际客运线路网提供前往圣克洛德、马孔-洛谢TGV站等地的客运线路。
2015年，67.5%的布雷斯地区布尔格居民拥有至少1辆私人汽车。

### 铁路
布雷斯地区布尔格是法国东部的一个铁路交通枢纽，马孔－昂贝略、布雷斯地区布尔格－贝勒加德、穆沙尔－布雷斯地区布尔格、里昂－布雷斯地区布尔格四条铁路在布雷斯地区布尔格交汇。布雷斯地区布尔格火车站位于市区西部，呈南北走向，该站每天停靠连接巴黎和日内瓦、洛桑之间的Lyria列车，由巴黎出发前往阿讷西的高速列车，以及前往里昂、贝桑松、第戎、马孔等地的区域列车。2017年，布雷斯地区布尔格站累计发送旅客166.3万人次，是法国铁路系统a级车站。

### 航空
距离布雷斯地区布尔格最近的民用航空站为里昂圣埃克絮佩里机场。

### 城市公共交通

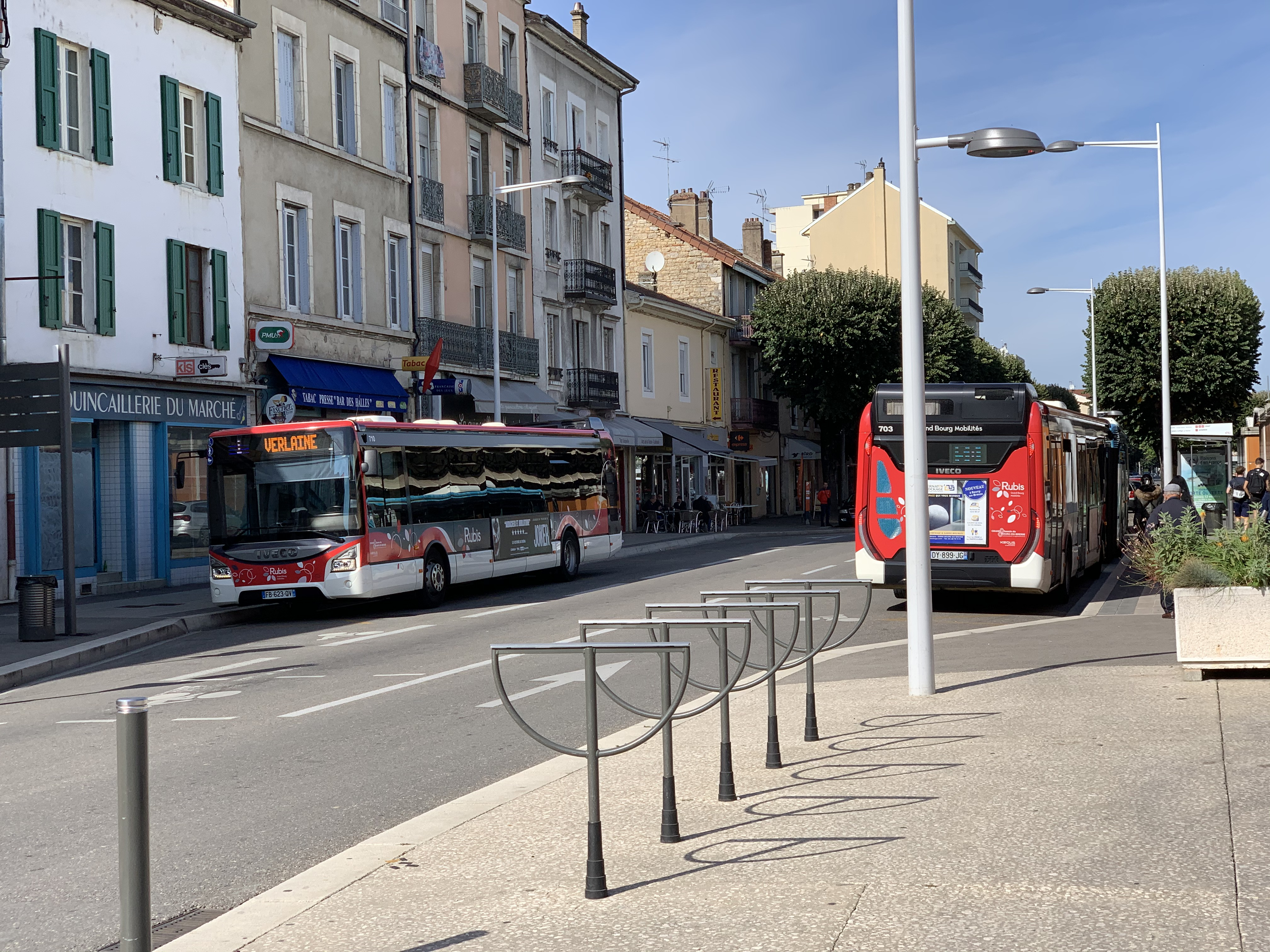
布雷斯地区布尔格市区公交

布雷斯地区布尔格城市公共交通是当地的城市公交系统，2019年5月起使用作为商业名称，下属27条公交线路，其路网覆盖了公共社区内的所有市镇。

## 政治

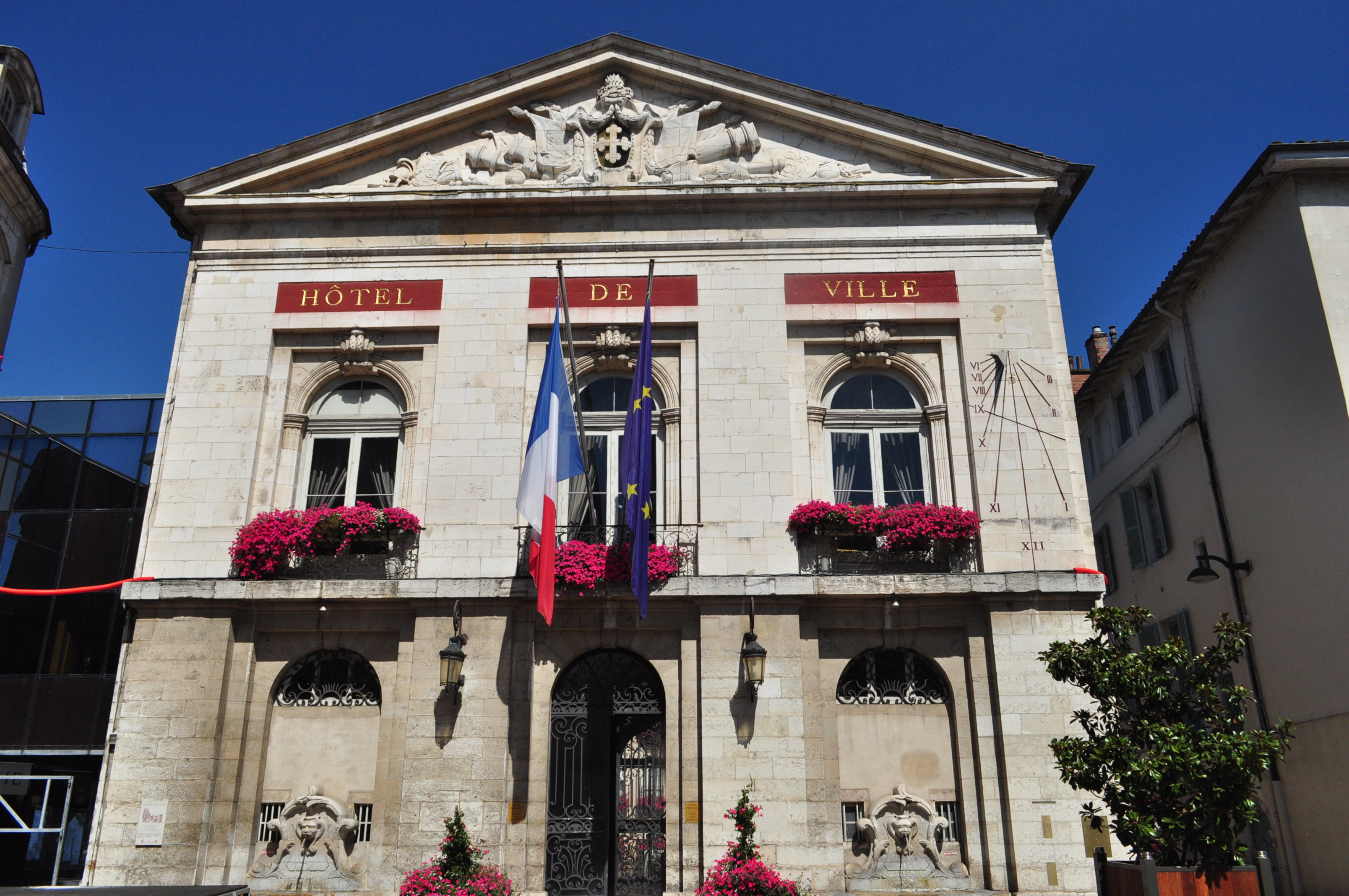
布雷斯地区布尔格市政厅大楼

布雷斯地区布尔格的现任市长为让-弗朗索瓦·德巴先生，他在2014年的市政选举中获得了的50.64%支持率，在2020年的市政选举中则获得60.98%的支持率。
| 布雷斯地区布尔格历届市长 |                  |                                  |
| 任期                     | 市长             | 党派                             |
| 1944年－1965年           | 阿梅内·梅西耶    | SFIO工人国际法国支部             |
| 1965年－1977年           | 保罗·巴伯罗      | MRP人民共和运动 →CDS社会民主中心 |
| 1977年－1985年           | 路易·罗班        | PS社会党                         |
| 1985年－1989年           | 让·莫勒托        | PS社会党                         |
| 1989年－1995年           | 保罗·莫兰        | RAD激进党                        |
| 1995年－2001年           | 安德烈·贡丹      | PS社会党                         |
| 2001年－2008年           | 让-米歇尔·贝特朗 | RPR保衛共和聯盟 →UMP人民运动联盟 |
| 2008年－                 | 让-弗朗索瓦·德巴 | PS社会党                         |

2017年的法国总统大选中，法国现任主席埃马纽埃尔·马克龙在布雷斯地区布尔格获得了72.37%的支持率。

## 人口
截至2022年1月1日，布雷斯地区布尔格境内的人口数量为42065，在法国排名第173位。其中男性19,539人，女性21,826人，75岁及以上人口占9.4%，外籍人口数量为4,428人，人口密度为1763人/平方公里，当地居民被称为（男性）或（女性）。2018年，布雷斯地区布尔格境内出生495人，死亡人口499人。
| 年份   | 1936   | 1946   | 1954   | 1962   | 1968   | 1975   | 1982   | 1990   | 1999   | 2006   | 2011   | 2016   | 2017   |
| ------ | ------ | ------ | ------ | ------ | ------ | ------ | ------ | ------ | ------ | ------ | ------ | ------ | ------ |
| 人口數 | 24,746 | 25,944 | 26,699 | 32,596 | 37,887 | 42,181 | 41,098 | 40,972 | 40,666 | 40,156 | 39,882 | 41,365 | 41,527 |

## 经济
布雷斯地区布尔格是安省工商会驻地，亦是该省的经济和工商业中心。当地共有各类用人单位6,443家，其中97.17%为中小型企业（PME），平均历史为17年，行政、医疗、社会服务、旅游及相关配套设施是当地的主要就业岗位类型。（建筑与暖通）、（汽车销售）及（房屋租赁）是当地2019年营业额最高的三个企业，分别为355,593,641欧元、348,944,662欧元和329,240,904欧元。

## 财政收入
2019年，布雷斯地区布尔格的财政收入总额为63,502,900欧元，财政支出总额为57,374,200欧元，当年的债务总额为53,414,100欧元。
2015年，布雷斯地区布尔格的人均月收入总额为2,196欧元，其中高级职员为4,046欧元，中级职员为2,414欧元，普通职员为1,797欧元。
2017年，布雷斯地区布尔格境内的青壮年（15至64岁）失业率为18%，当地46.6%的家庭拥有纳税资格。

## 社会事务

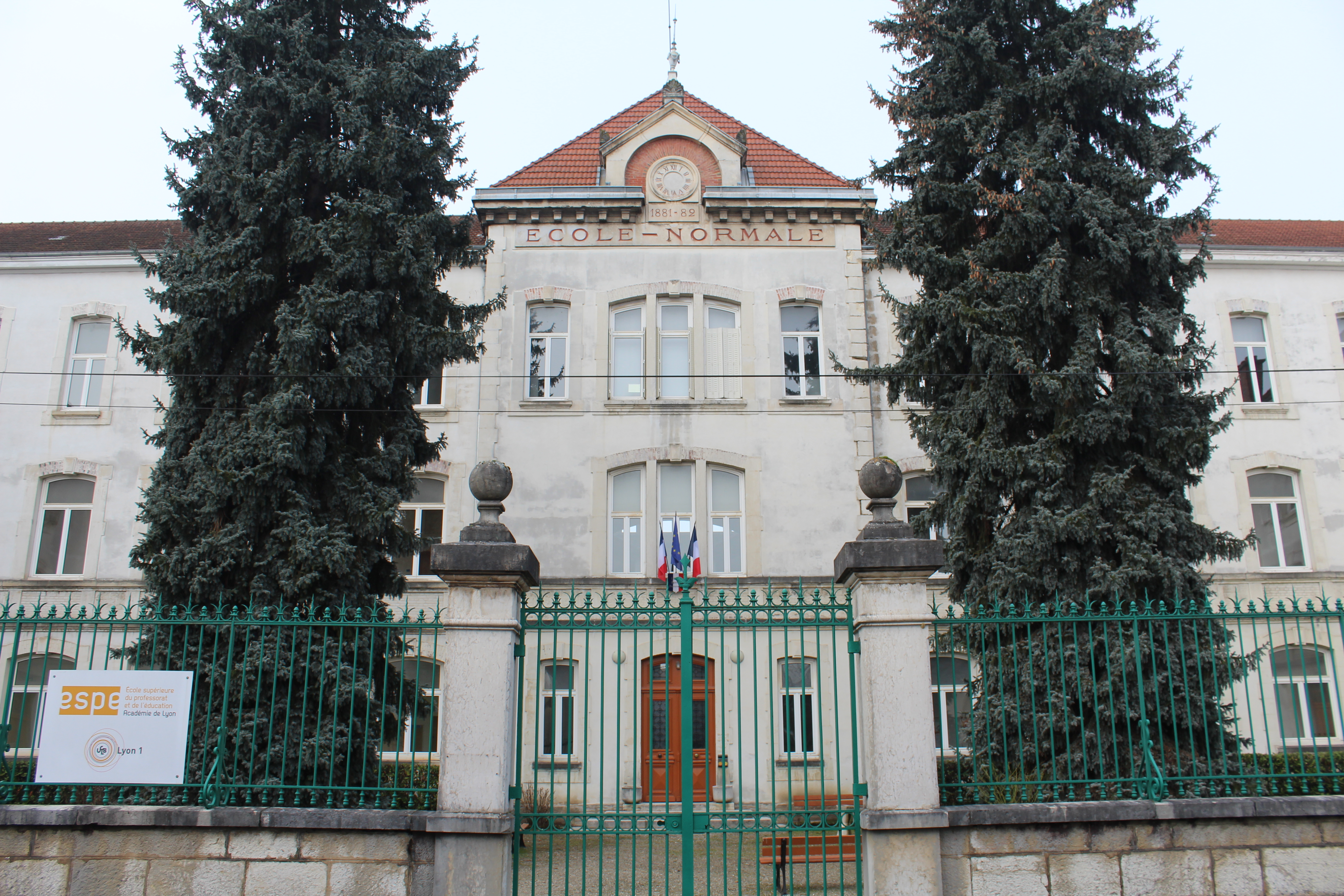
布雷斯地区布尔格的一所师范学校

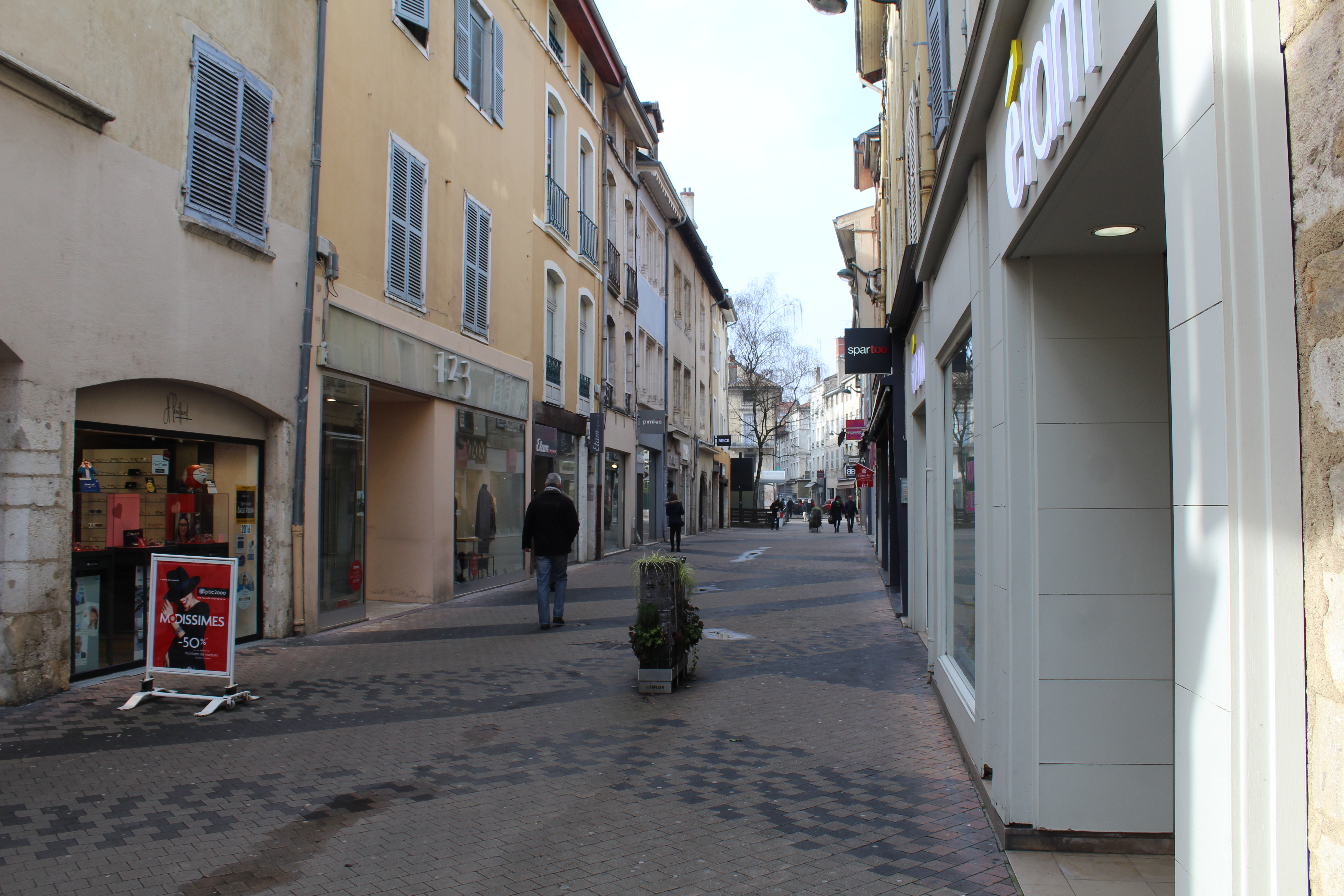
布雷斯地区布尔格市中心的商业街

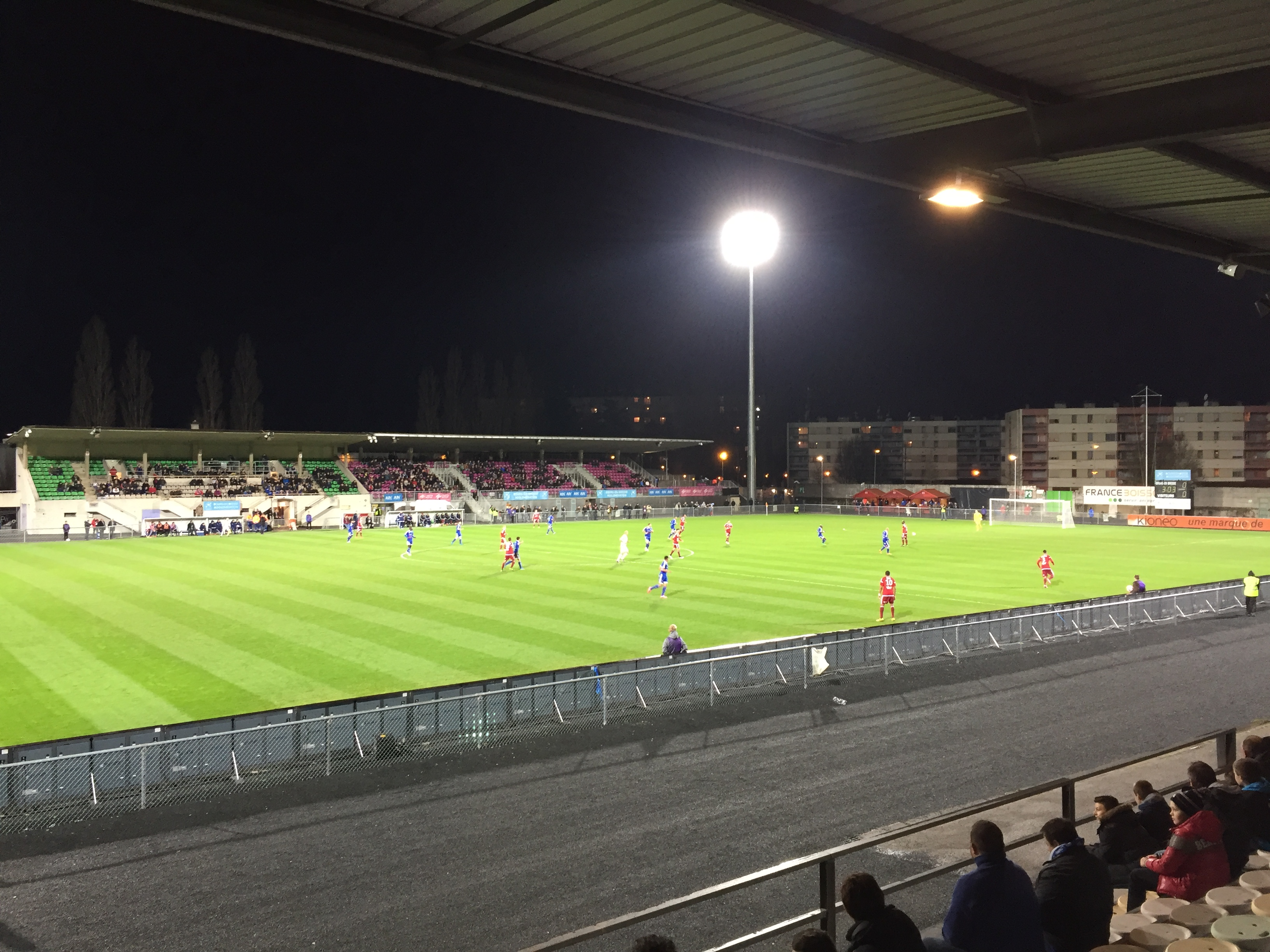
比赛中的布尔格足球会

### 教育
布雷斯地区布尔格属于里昂学区。截止2019年1月1日，布雷斯地区布尔格境内共有3所幼儿园、20所小学、7所初级中学、4所普通高中、1所农业高中和4所职业高中。 2018至2019学年度，布雷斯地区布尔格境内共有在校中等教育阶段学生7820名，其中拉朗德高级中学是法国唯一一座获得了抵抗法国奖的民用单位，现开设有大学校预备班。另有3所卫生学校和多所师范学校。2018至2019学年度，布雷斯地区布尔格境内共有学生7,820名。
在高等教育方面里昂第一大学下属的一所应用科技学院位于布雷斯地区布尔格。

### 医疗
截止2017年1月1日，布雷斯地区布尔格境内共有全科医生48名，保健师42名，牙医42名，护士67名，耳科医生4名，眼科医生5名，皮肤科医生3名，助产士8名，儿科医生2名和妇科医生5名。境内共有药房18家，养老院7家，残疾人帮扶中心8家。
布雷斯地区布尔格中心医院（Centre Hospitalier de Bourg-en-bresse）是法国的一个区域性医疗机构，其主病区“弗莱里亚医院”（Centre hospitalier Fleyriat）位于布雷斯地区布尔格市区，设有床位584个，是当地规模最大的公立综合性医院。

### 住房
2017年，布雷斯地区布尔格境内共有各类住房23,415套，其中22%为独立式居民区，77%为集中式居民区。常住房屋占布雷斯地区布尔格市镇范围内居民建筑总量的86.7%。

### 商业
2019年，布雷斯地区布尔格境内共有各类实体商铺1,178家，其中餐厅206家、大型超市18家、杂货店16家、面包房37家、肉铺24家、书店11家、装饰品店7家、银行门店38家、美容美发店76家、汽车维修店55家。市区东北部和东部均建有大型开放式商业街区。

### 体育
2019年，布雷斯地区布尔格境内共有4家游泳池、23间体育馆、8座综合体育场、22处网球场、1处马术场、16处足球或橄榄球场、9处篮球或排球场以及1处高尔夫球场。
布爾格足球會，全名为“布雷斯地区布尔格-佩罗纳斯01省足球俱乐部”（Football Bourg-en-Bresse Péronnas 01），是当地的一家足球俱乐部，自2015年起参加职业足球联赛，2020至2021赛季参加法国全国联赛（法丙），其主场位于布雷斯地区布尔格西南郊的佩罗纳斯境内。除此之外，当地还有“布雷斯地区布尔格奥林匹克足球俱乐部”（Football Olympique de Bourg-en-Bresse），2020至2021赛季参加地方性足球联赛。
布雷斯-安河地区体育联盟是当地的一家职业橄榄球俱乐部，成立于1902年，自2017年起参加法国橄榄球甲级联赛。
布雷斯地区布尔格拉伊克青年是当地的一支篮球俱乐部，成立于1910年，自2018年起参加法国篮球冠军联赛。
布雷斯地区布尔格于1971年获得了当年的“法国体育城市”称号。

### 环境
2015年，布雷斯地区布尔格境内共有16家污染企业。

### 治安
2019年，布雷斯地区布尔格市镇范围内共有1处派出所和1处宪兵队。
2014年，布雷斯地区布尔格及附近地区共发生各类案件3,891起，其中盗窃类案件2,078起，经济类案件331起，毒品交易类案件445起。

## 文化
2019年，布雷斯地区布尔格境内共有1家剧场、2家电影院、2家博物馆和1家音乐厅。布雷斯地区布尔格市政府提供多媒体中心，向公众全年开放。

### 建筑
布雷斯地区布尔格境内有多处法国国家文物保护单位，其中联合大教堂、圣玛德莲教堂等为当地的代表性建筑物。

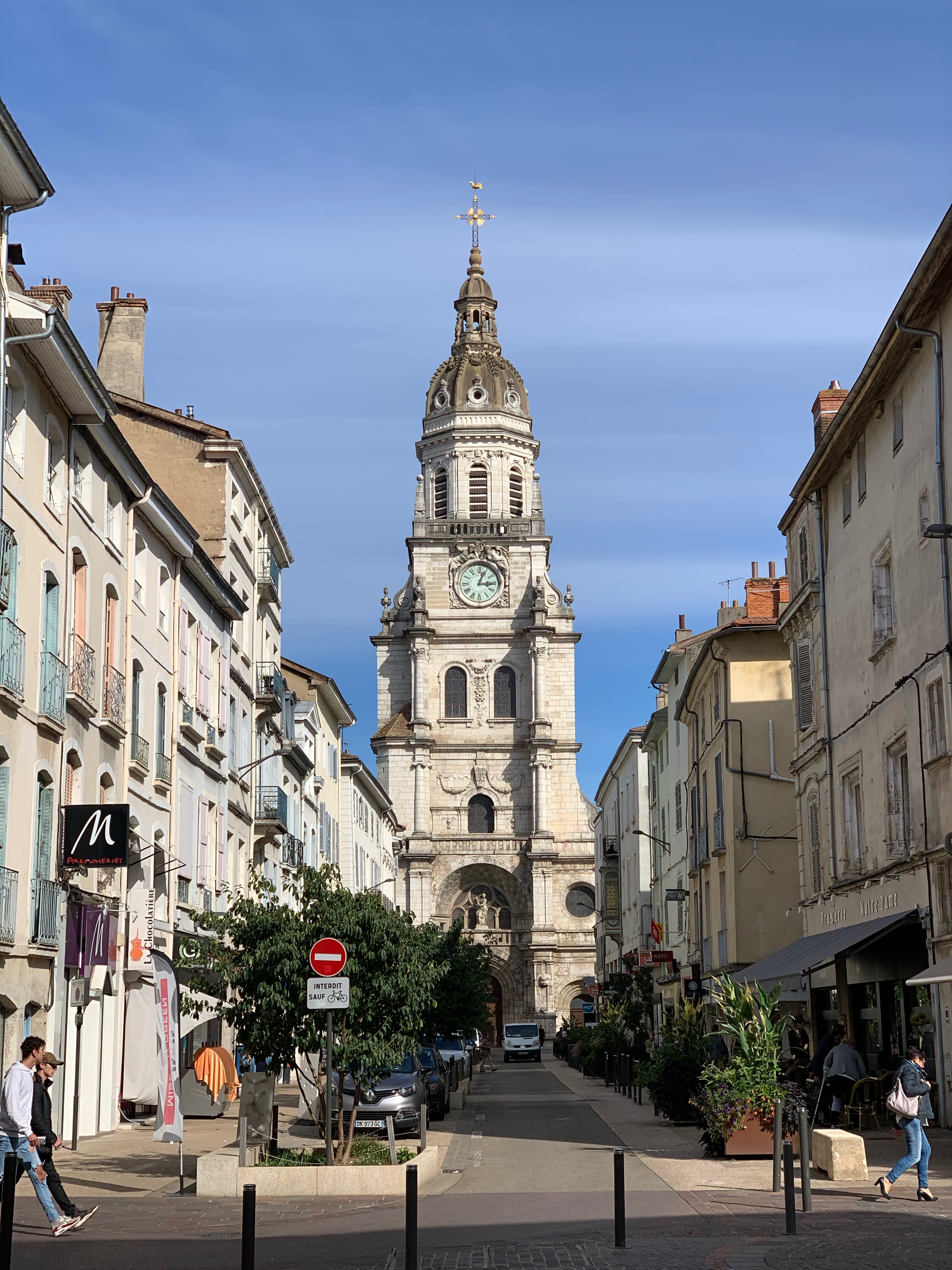
联合大教堂（法语：Cocathédrale Notre-Dame-de-l'Annonciation de Bourg-en-Bresse）
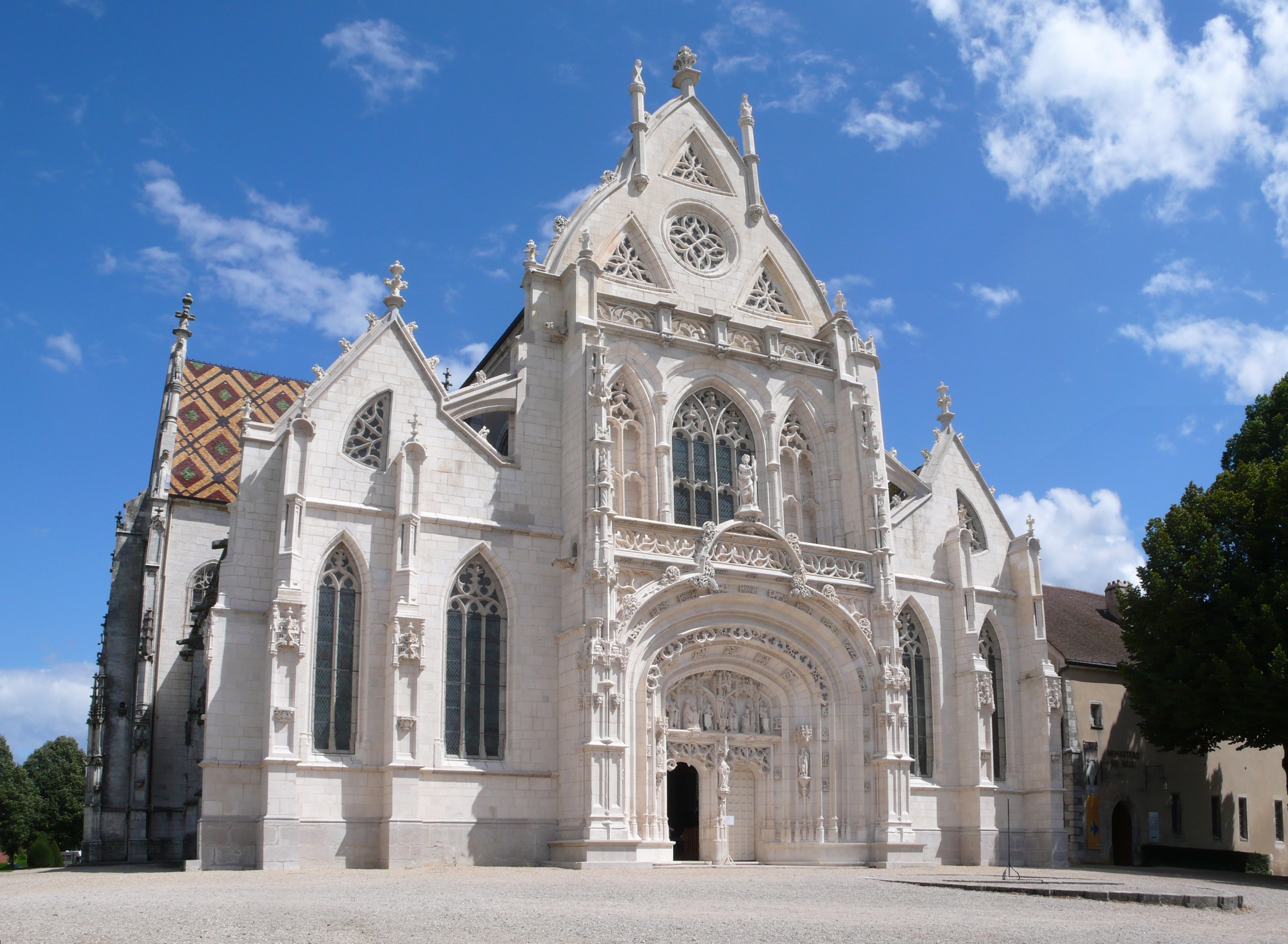
布鲁教堂
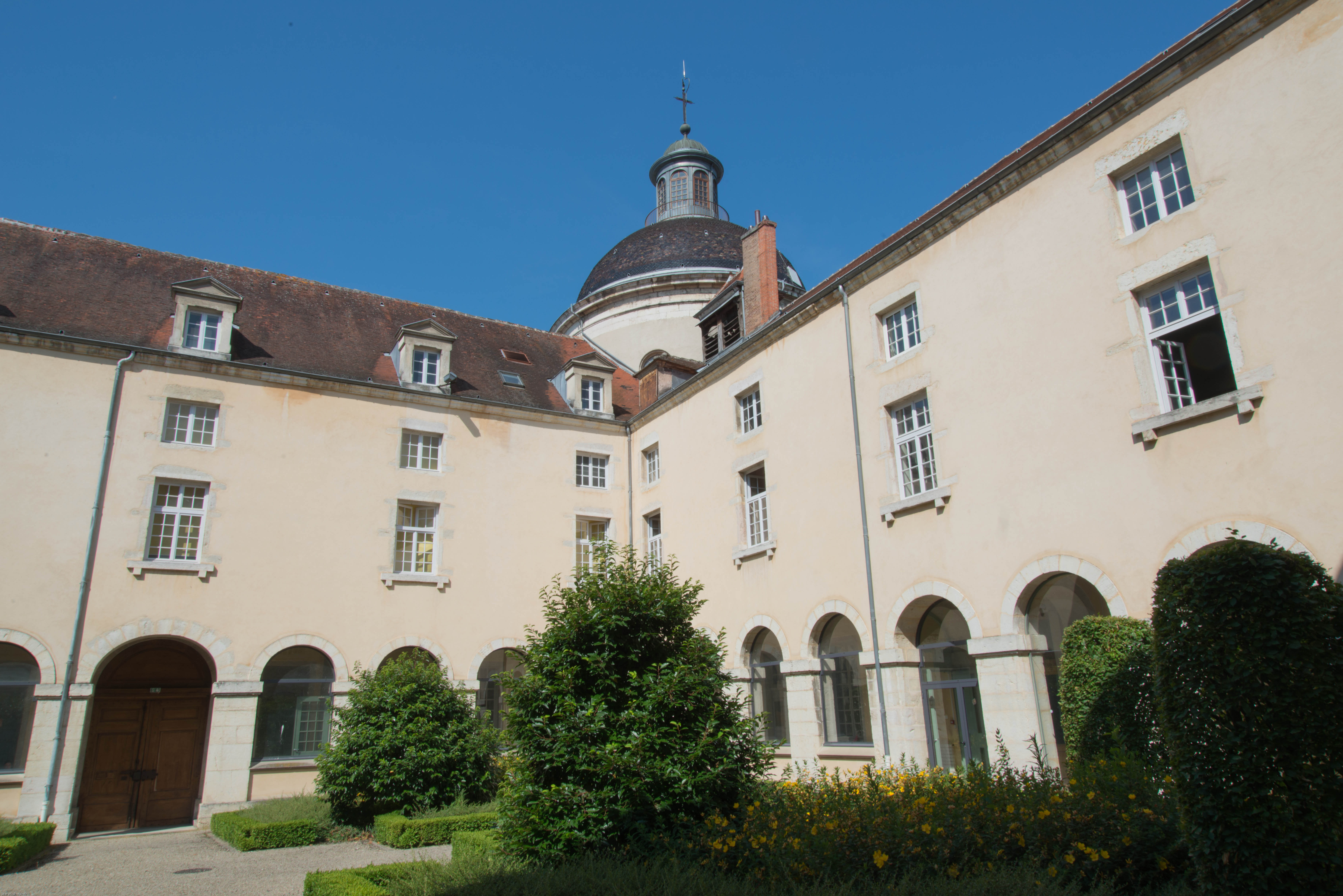
神学院（法语：Hôtel-Dieu de Bourg-en-Bresse）
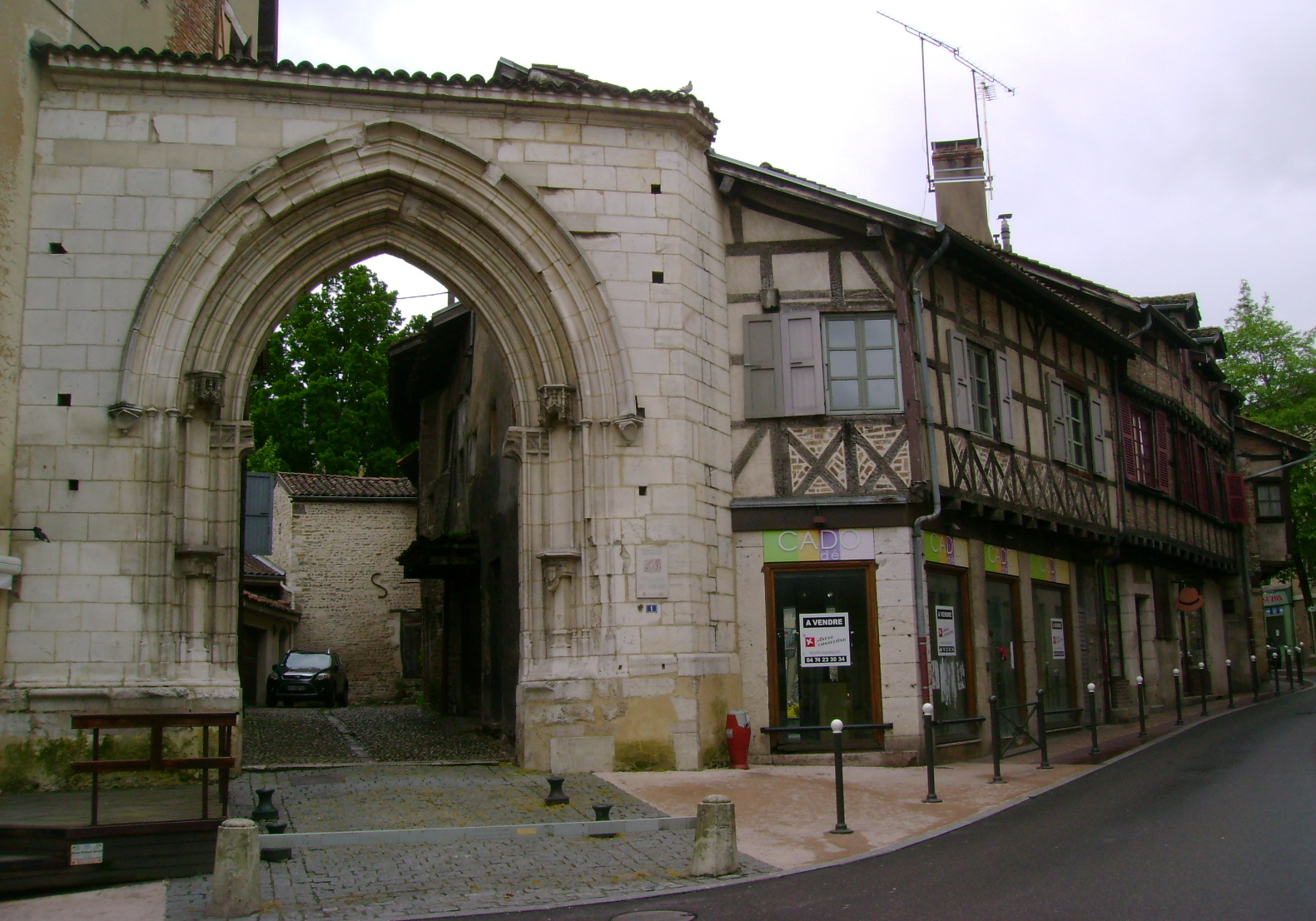
雅各宾派门（法语：Porte des Jacobins）
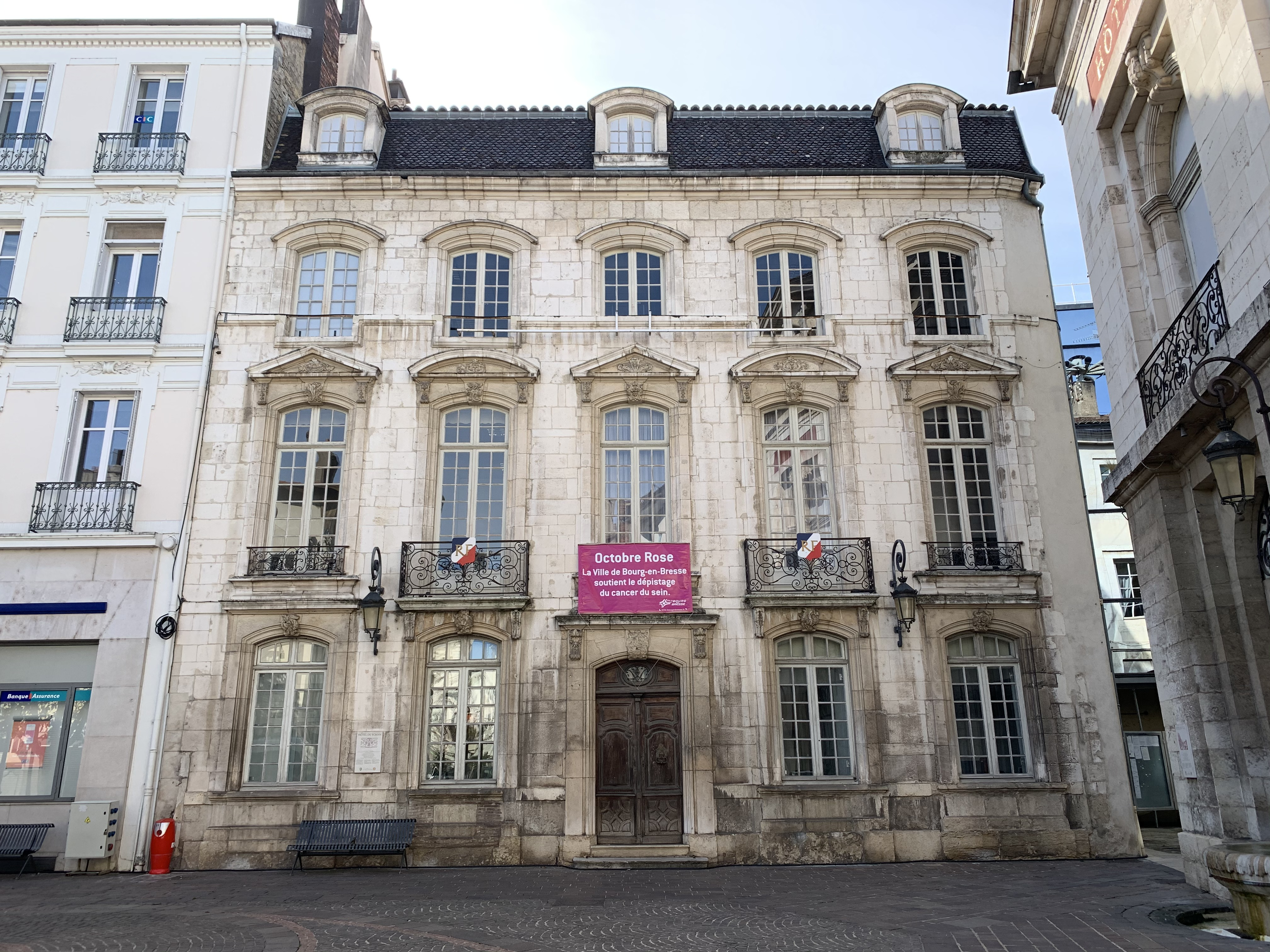
博昂宫（法语：Hôtel de Bohan）
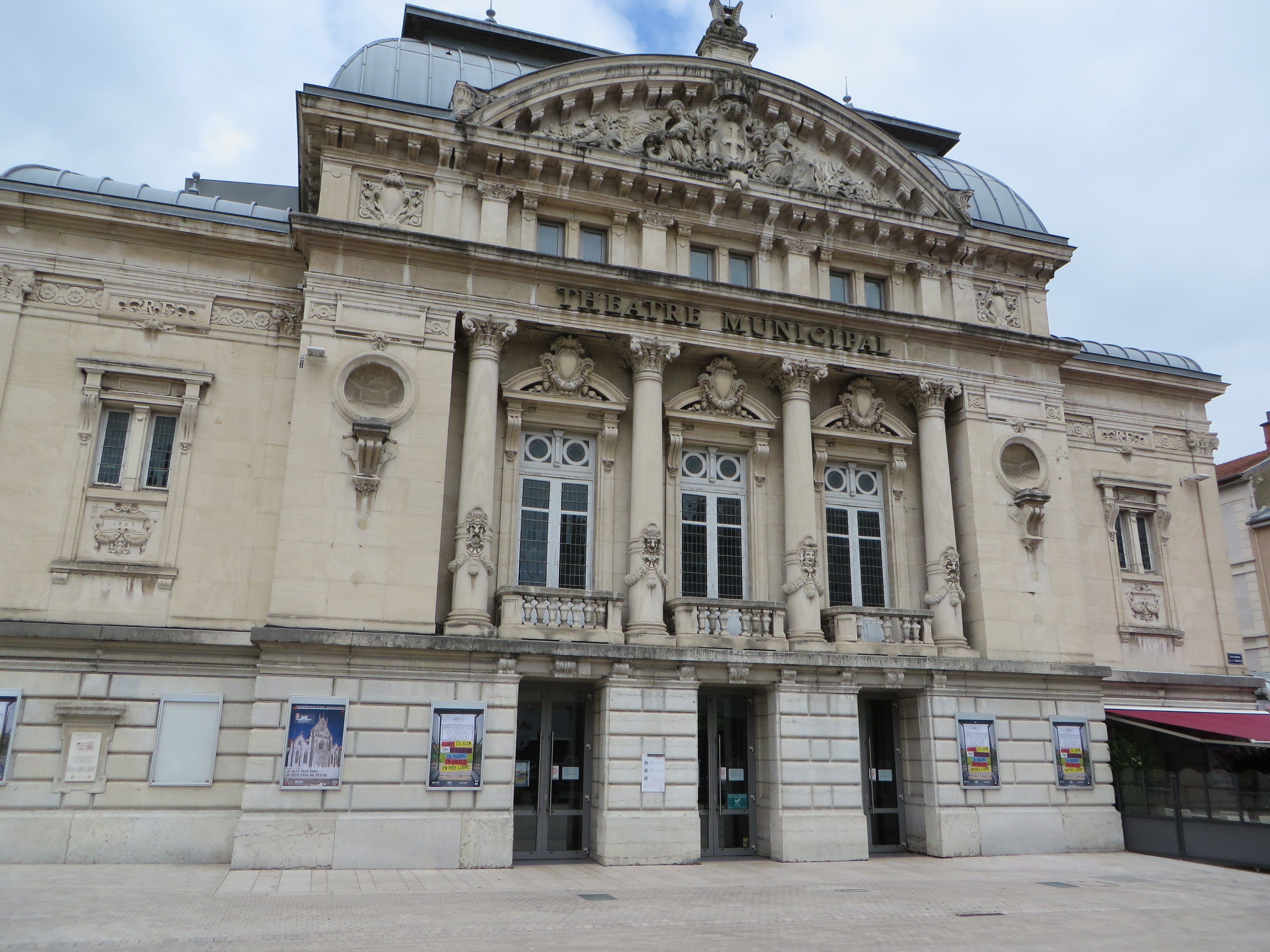
剧场

### 旅游
布雷斯地区布尔格的旅游事务由当地所处的城市圈公共社区负责。2020年，布雷斯地区布尔格境内共有11个宾馆共计453家房间。

### 媒体
法国主要的媒体均可在布雷斯地区布尔格接收，法国电视三台下属的奥弗涅-罗讷-阿尔卑斯大区频道在部分时段播出布雷斯地区布尔格所属区域的地方新闻。
《进步报》总部设于里昂，在布雷斯地区布尔格设有分支。

## 相关人物
法国数学家克洛德-加斯帕尔·巴谢·德梅济里亚克、天文学家杰罗姆·拉朗德、作家埃德加·基内、法裔美籍厨师雅克·贝潘、导演吕克·雅凯、足球运动员安德烈·居伊和弗朗索瓦·克莱尔出生于布雷斯地区布尔格。

## 对外交流
截至2021年2月，布雷斯地区布尔格共与2座城市互为友好城市，另与8座城市建立了合作交流关系：

### 友好城市
| - 德国 巴特克罗伊茨纳赫 | - 英格兰 艾尔斯伯里 |

### 合作交流城市
| - 義大利 聖塞韋羅 - 義大利 帕尔马 - 西班牙 科尔多瓦 - 比利时 那慕爾 | - 波蘭 布熱格 - 摩洛哥 梅克内斯 - 突尼西亞 卡夫 - 中国 银川 |